# Bo Michanek
Bo Michanek, född 5 juli 1959 i Kristianstad, svensk animatör och serietecknare i Disney-influerad stil. Han är mest känd för sina tecknade kortfilmer, Disney-illustrationer och stilbildande Bamseserier.

## Biografi

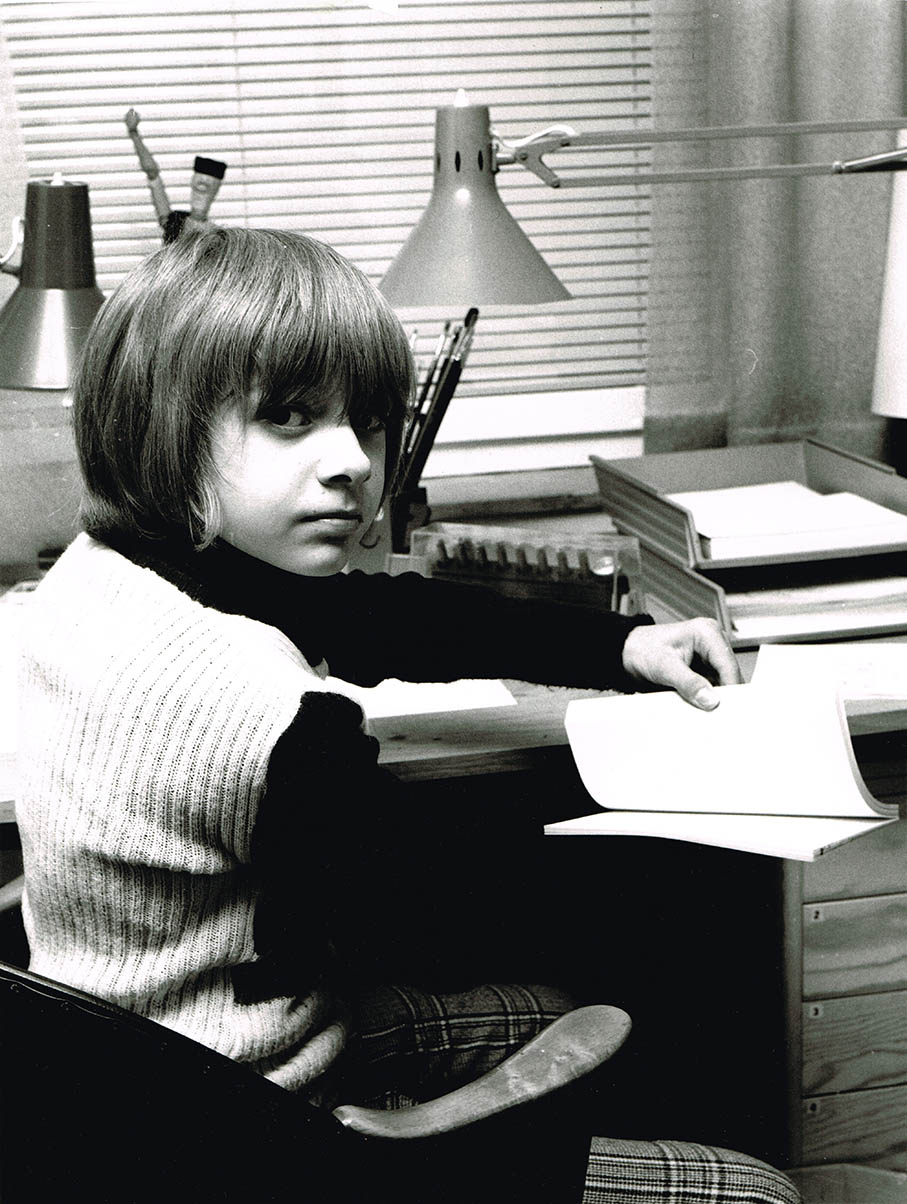
Bo Michanek, 12 år, i sitt hem i Kristianstad hösten 1971.

Kring åren 1970–1975 skapade Bo Michanek årliga kortfilmer och separatutställningar av uppmärksammat hög kvalitet. Blott 12 år gammal, våren 1972, fick Michanek, mycket tack vare förstapriset i en teckningstävling i Lill-Allers, stadig kontakt med både idolerna på Walt Disney Studios i USA och svenske animatören och serieskaparen Rune Andréasson. I tonåren började han frilansteckna bland annat internationella Kalle Anka & C:o-omslag. Efter en kortare anställning på Disneystudion i USA, och några år som fastanställd Disney-tecknare på Hemmets Journal i Malmö blev Michanek den andre spöktecknaren (efter spanjoren Francisco Tora) på Rune Andréassons "Bamse". Bo Michanek var den konstnärligt mest avancerade av de två. Tidningen upplevde lämpligt nog sina upplagemässigt starkaste år under Michaneks mest aktiva serietecknarår (1984–1992).
Totalt tecknade Michanek 60 serier efter Rune Andréassons manus. Dessa serier berörde bland annat Bamse-trillingarnas dagis- och skolstart (1984; 1989), nyheten om Bamses och Brummelisas fjärde unge samt Lille Skutts och Nina Kanins första dito (1985), de korta glimtarna från Skalmans ungdom och tillfälliga drogbruk (1986; 1988), Vargens tragiska uppväxt (1988) och tillkännagivandet av Brummas förståndshandikapp (1989).
Bo Michanek har genom åren även ägnat sig åt reklamtecknande, åt exempelvis Pølsemannen, B&W och Hemkola-försäljning.

## Serier till manus av Rune Andréasson
Bo Michanek tecknade 60 serieavsnitt (708 sidor) efter Rune Andréassons manus i tidningen Bamse 1983–1990. 
| Nr | Titel                                             | Sid. | Tidningsnr   | Sidnr |
| -- | ------------------------------------------------- | ---- | ------------ | ----- |
| 1  | Bamse i fjärilsdalen                              | 17   | #120 (11/83) | 3–19  |
| 2  | Bamse och de 3 svärden                            | 18   | #123 (2/84)  | 3–20  |
| 3  | Lille Skutt slår knock-out!                       | 5    | #127 (6/84)  | 24–28 |
| 4  | Hör på Ruff!                                      | 9    | #127 (6/84)  | 29–37 |
| 5  | Tiger-jakt                                        | 18   | #130 (9/84)  | 3–20  |
| 6  | Första dagen på dagis                             | 9    | #131 (10/84) | 20–28 |
| 7  | Nalle-Maja och Bus-Burre                          | 8    | #132 (11/84) | 22–29 |
| 8  | Husmusens julafton                                | 8    | #133 (12/84) | 18–25 |
| 9  | En riktig Lucia                                   | 10   | #133 (12/84) | 30–39 |
| 10 | Bamse-familjen på safari i Afrika                 | 17   | #135 (2/85)  | 17–33 |
| 11 | Bamse Familjen på safari II                       | 17   | #136 (3/85)  | 17–33 |
| 12 | Bamse och Mixtro                                  | 18   | #137 (4/85)  | 3–20  |
| 13 | Förstör aldrig en telefon!                        | 11   | #140 (7/85)  | 18–28 |
| 14 | Bamse och Pigge-Tagg                              | 7    | #140 (7/85)  | 30–36 |
| 15 | 2 stora nyheter och 1 förskräcklig                | 8    | #143 (10/85) | 27–34 |
| 16 | Fånge i Alenka-borgen                             | 17   | #144 (11/85) | 3–19  |
| 17 | Bamse-ungarna i undervattens-landet               | 16   | #145 (12/85) | 33–48 |
| 18 | Var finns ungarna?                                | 16   | #146 (1/86)  | 3–18  |
| 19 | I blomman, i solen Amanda jag ser                 | 6    | #149 (4/86)  | 16–21 |
| 20 | Skalmans farliga pärla                            | 17   | #151 (6/86)  | 3–19  |
| 21 | Musik i rymden                                    | 19   | #152 (7/86)  | 31–49 |
| 22 | Bamse-ungarnas nya cyklar                         | 12   | #153 (8/86)  | 16–27 |
| 23 | Dagis på zoo                                      | 11   | #154 (9/86)  | 3–13  |
| 24 | Bamses troll-jul                                  | 16   | #157 (12/86) | 3–18  |
| 25 | Alla glömde Vargen                                | 9    | #157 (12/86) | 28–36 |
| 26 | Snögubbe-tävlingen                                | 6    | #158 (1/87)  | 3–8   |
| 27 | Ungarnas snö-borg                                 | 10   | #160 (3/87)  | 3–12  |
| 28 | Överkörda av tåget                                | 6    | #161 (4/87)  | 16–21 |
| 29 | Den stora paraden                                 | 12   | #162 (5/87)  | 23–34 |
| 30 | 3 ungar och 1 flytväst                            | 6    | #164 (7/87)  | 23–28 |
| 31 | En liten ettrig kanin                             | 9    | #166 (9/87)  | 14–22 |
| 32 | Skalmans automatiska leksaker                     | 7    | #168 (11/87) | 15–21 |
| 33 | Julens stjärna                                    | 15   | #169 (12/87) | 29–43 |
| 34 | Flask-post I                                      | 5    | #169 (12/87) | 44–48 |
| 35 | Flask-post II                                     | 15   | #170 (1/88)  | 3–17  |
| 36 | Flask-post III: Alexander den lille av Apolonien  | 12   | #171 (2/88)  | 3–14  |
| 37 | Bamse och Iller-Ville                             | 8    | #171 (2/88)  | 27–34 |
| 38 | Teddy i sago-landet                               | 23   | #172 (3/88)  | 3–25  |
| 39 | Röd som en räv                                    | 5    | #173 (4/88)  | 21–25 |
| 40 | Vargens liv I: När Vargen var barn                | 7    | #173 (4/88)  | 27–33 |
| 41 | Vargens liv II: Vargen växer upp                  | 15   | #174 (5/88)  | 19–33 |
| 42 | Vargens liv III: Ensam och elak tills…            | 9    | #175 (6/88)  | 41–49 |
| 43 | Vargens liv IV: "…Som dröm var den vacker att få" | 6    | #176 (7/88)  | 33–38 |
| 44 | Tivolivsfarligt                                   | 12   | #178 (9/88)  | 3–14  |
| 45 | Skalman och Trollkarlens röda blomma              | 14   | #179 (10/88) | 3–16  |
| 46 | Ruffi, Sliti och Vicki Varg                       | 6    | #180 (11/88) | 23–28 |
| 47 | Inga mesiga lekar!                                | 6    | #182 (1/89)  | 29–34 |
| 48 | Födelsedagen 7 år                                 | 21   | #183 (2/89)  | 46–66 |
| 49 | Ett befriande leende                              | 17   | #184 (3/89)  | 17–33 |
| 50 | Vem kysser grodan?                                | 10   | #185 (4/89)  | 15–24 |
| 51 | Lilla Brumma och gorillan Gigant                  | 11   | #186 (5/89)  | 3–13  |
| 52 | Resan till Lilliputt (tror de!)                   | 17   | #190 (9/89)  | 3–19  |
| 53 | Första skoldagen                                  | 8    | #190 (9/89)  | 26–33 |
| 54 | Klassmöte och teater                              | 15   | #191 (10/89) | 20–34 |
| 55 | Teater med trassel                                | 9    | #192 (11/89) | 3–11  |
| 56 | "Det gör jag ändå" säger Mini-Hopp                | 16   | #193 (12/89) | 3–18  |
| 57 | En riktig äventyrsresa                            | 20   | #195 (2/90)  | 31–50 |
| 58 | Bamses mamma och pappa har försvunnit             | 7    | #196 (3/90)  | 3–9   |
| 59 | Första skoldansen                                 | 9    | #197 (4/90)  | 4–12  |
| 60 | Bara en liten glasbit                             | 15   | #199 (6/90)  | 16–30 |
| Nr | Titel                                             | Sid. | Tidningsnr   | Sidnr |